# Trans World Airlines
Trans World Airlines (TWA) — авіакомпанія США. Заснована в 1925 році, в 2001 році об'єдналася з авіакомпанією American Airlines. Була однією з найбільших внутрішніх авіакомпаній в країні, конкурувала з Pan American World Airways (Pan Am) на міжнародних маршрутах з 1946 аж до 1978 року, коли був прийнятий
акт дерегуляції авіакомпаній.
Хаби TWA розміщувалися в міжнародних аеропортах
Ламберт і
Джона Кеннеді, а також в аеропорту Парижа Шарль-де-Голль. Центральними містами в різний час також були Канзас-Сіті (Міссурі), Лос-Анджелес і Сан-Хуан (Пуерто-Рико). У 1980-х був побудований хаб в Атланті, діяльність якого припинилася в 1990-х. Бази пілотів у 1980-х також перебували у Франкфурті та Берліні та їх персонал здійснював польоти на Boeing 727-100 всередині Європи між містами Берлін, Франкфурт, Лондон, Цюрих, Гамбург, Штутгарт, Відень, Амстердам, Стамбул.
Пов'язуючи більшість великих міст США, компанія TWA була однією з найбільших внутрішніх авіакомпаній. До дерегуляції в 1978 році TWA, American Airlines, United Airlines і Eastern Air Lines називали «великою четвіркою». Також TWA обслуговувала безліч допоміжних авіаліній до невеликих міст Середнього Заходу США. Крім Північної Америки, TWA мала розвинену мережу в Європі і на Середньому Сході.  Найбільшим хабом компанії був розташований в аеропорту Джона Кеннеді термінал TWA Флайт Центр (відкритий в 1962 році, після реконструкції 2008 року — термінал № 5, обслуговує JetBlue Airways). 
Компанії Pan Am і TWA неофіційно вважалася національними авіакомпаніями США (flag carrier). при цьому обидві були компаніями стратегічної важливості для держави США і кожна в своїй ніші виконувала ту чи іншу важливу функцію, TWA відповідала за значний обсяг міжнародних перевезень військового майна на найважливіших авіалініях, 45 з яких мали стратегічне значення для ЗС США та інших федеральних структур.

## Історія

### 1930-і

#### Заснування TWA
TWA заснована 16 липня 1930 році, в результаті злиття Transcontinental Air Transport (T-At) та Western Air Express. Нова компанія отримала назву «Transcontinental & Western Air» (T&WA).
Об'єднання відбувалося за порадою Генерального поштмейстера США, Walter Folger Brown, який потребував великих авіакомпаніях для укладення з ними контрактів на поштові перевезення.
Обидві авіакомпанії мали у своєму штаті відомих піонерів авіації і кілька років були відомі як найсучасніші. Transcontinental, більш велика з них, на той момент пропонувала 48-годинний комбінований маршрут (літак і поїзд) через весь США; в ній працював Чарльз Ліндберг. Western, була трохи більш старої (заснована в 1925), в ній працював Jack Frye.
25 жовтня 1930, TWA запропонувала перший повністю авіаційний маршрут між західним і східним узбережжями США: Lindbergh Route. Він обіймав 36 годин і включав проміжну ночівлю в Канзас-Сіті. Влітку 1931 TWA перемістила штаб-квартиру з Нью-Йорка в Канзас-Сіті (Міссурі).

#### DC-3
У 1931 авіакомпанія опинилася на межі банкрутства після аварії рейсу en:TWA Flight 599 31 березня близько Bazaar, штат Канзас. В аварії загинули всі пасажири і екіпаж. Причиною стали старі літаки компанії — Fokker Trimotors.
Основним виробником літаків в той час був Bill Boeing, але через контракту з United Air Lines, він не міг продавати свої літаки компаніям, конкуруючим з UAL. Тому TWA зверталися до інших виробників, включаючи Дуглас Ейркрафт. 20 вересня 1932 був підписаний контракт з Дуглас, і вже в грудні 1933 єдиний Douglas DC-1 було надано TWA. За контрактом був поставлений лише один літак. У 1934 почалися випробування DC-1, в результаті яких у 1934-1935 роках були запропоновані висотні польоти (польоти над погодою, «over-weather flying») і герметизація кабіни для підтримки високого тиску. Побажання TWA (збільшення кількості місць та встановлення більш потужних двигунів) були враховані в DC-2, замовлений компанією в кількості 20 одиниць. Пізніше на базі DC-1 і DC-2 буде створено Douglas DC-3.
18 лютого 1934 року на прототипі DC-1 був поставлений рекорд швидкості при перельоті з Бербанк, штат Каліфорнія, в Ньюарк, штат Нью-Джерсі, за 13 годин і 4 хвилини.

#### Говард Хьюз
У 1938 році 25% акцій компанії купив Говард Хьюз приблизно за 15 млн. доларів.
22 червня 1939 року компанія Говарда Хьюза, Hughes Tool Co., замовила 40 літаків Lockheed Constellation.
З 8 липня 1940 року TWA представила плани з виконання польотів на Boeing 307 "Stratoliner".

### 1950-і
Після того, як 21 листопада 1958 року Міжнародна асоціація механіків оголосила всеамериканський страйк проти TWA, перевезення на 45 міжнародних авіалініях тимчасово, протягом декількох тижнів до закінчення страйку, взяла на себе військова авіатранспортна служба, із залученням власного льотного і льотно-підйомного складу, оскільки невпинний обслуговування зазначених рейсів мало стратегічне значення для ЗС США.

## Флот

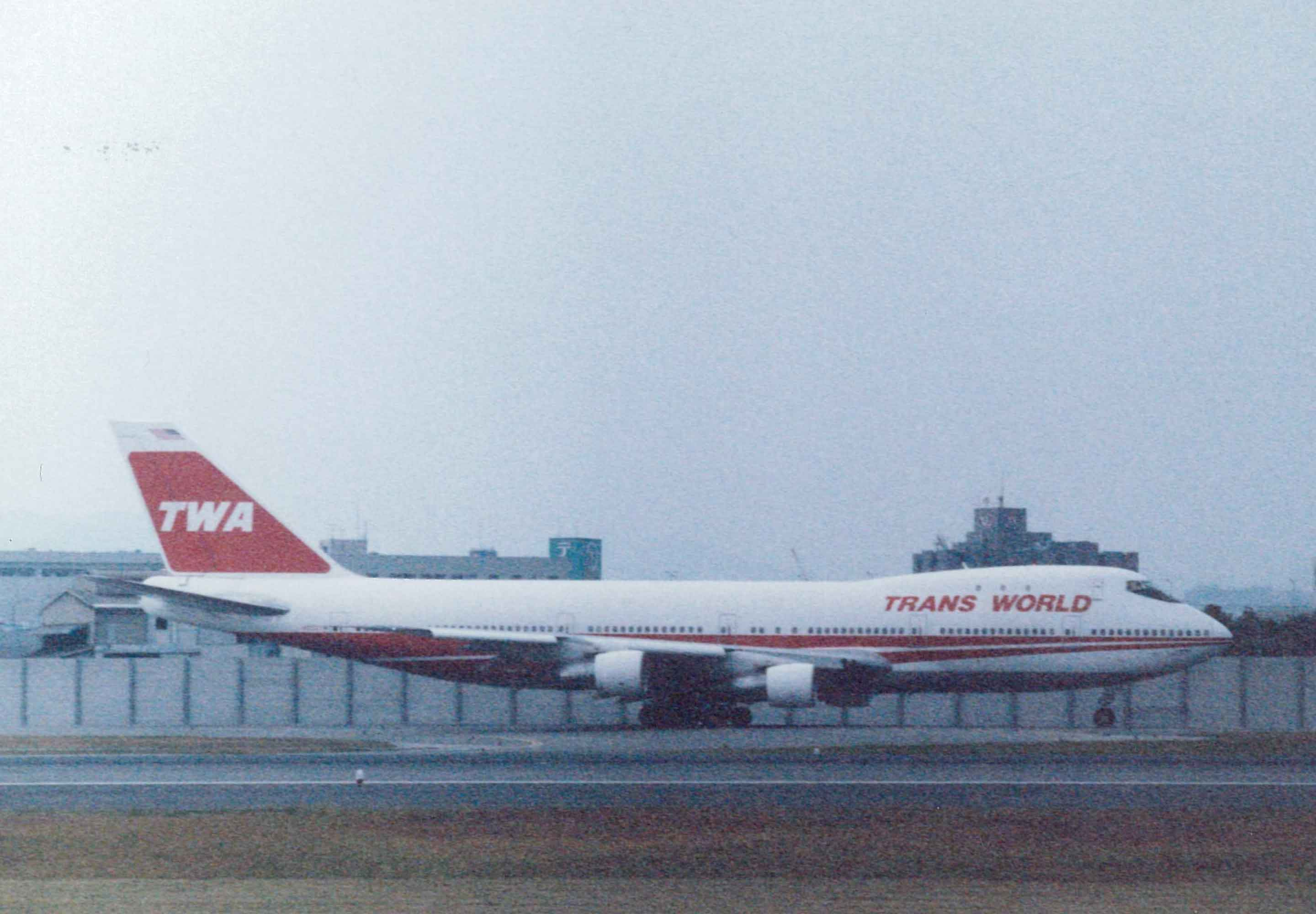
Боїнг 747-100 авіакомпанії

### Флот в 2000
| Тип                     | Кількість         | Рейси                                                  | Примітка |
| ----------------------- | ----------------- | ------------------------------------------------------ | --- |
| Airbus A318-100         | 0 (замовлено 50)  | Рейси на місцевих авіалініях                           | Замовлення було анульовано компанією American Airlines відразу після вступу його в силу                     |
| Boeing 757-200          | 27                | Міжнародні та місцеві авіалінії                        | 17 під управлінням Delta Air Lines. Решта — Ethiopian Airlines, Blue Panorama Airlines, Uzbekistan Airways. |
| Boeing 767-200/-300     | 23                | Міжнародні рейси                                       | |
| McDonnell Douglas MD-81 | 8                 | Ближньо і середньомагістральні внутрішні рейси; Кариби | |
| McDonnell Douglas MD-82 | 35                | Ближньо і середньомагістральні внутрішні рейси; Кариби | |
| McDonnell Douglas MD-83 | 64                | Ближньо і середньомагістральні внутрішні рейси; Кариби | Найбільш нові, все ще використовуються в American Airlines                                                  |
| Boeing 717              | 29 (замовлено 50) | Ближньо і середньомагістральні внутрішні рейси         | Велика частина пізніше була продана компанії AirTran Airways                                                |
| Douglas DC-9            |                   | Ближньомагістральні внутрішні рейси                    | |